# Narwal (Wappentier)
Der Narval ist in der Heraldik eine gemeine Figur und als Wappentier selten im Wappen.
Dargestellt wird eine Art der Zahnwale (Odontoceti), die durch einen langen Stoßzahn als hervorstechendes Merkmal gut zu erkennen sind. Eine heraldische Durchdringung der Wappenfigur ist bisher nicht erfolgt. Im Wappen folgt die Darstellung weitestgehend einen Weißwal. Es sind alle heraldischen Farben möglich. Der Stoßzahn kann abweichend tingiert sein.
Der Narwal kann Wappentier im Schild oder Schildhalter sein. Auch im Oberwappen wird er verwendet.
Durch den langen Stoßzahn wird das Tier auch als Einhorn bezeichnet; ist aber kein Fabelwesen wie das Wappentier Einhorn.

Distrikt Qaanaaq
Nunavut
Nordwest-Territorien

Hinweis: Derzeit ist keine passende Literatur bekannt.